# تفت (اکلاهما)
تفت(به انگلیسی: Taft) شهری در ایالت اکلاهما کشور ایالات متحده آمریکا است که جمعیت آن در سرشماری سال ۲۰۱۰ میلادی، ۲۵۰ نفر بوده‌است.